# Jacqueline Börner
Jacqueline Börner (Wismar, RDA, 30 de marzo de 1965) es una deportista alemana que compitió para la RDA en patinaje de velocidad sobre hielo. 
Participó en los Juegos Olímpicos de Albertville 1992, obteniendo una medalla de oro en la prueba de 1500 m. Ganó una medalla de oro en el Campeonato Mundial de Patinaje de Velocidad sobre Hielo de 1990 y tres medallas en el Campeonato Europeo de Patinaje de Velocidad sobre Hielo entre los años 1987 y 1990.

## Palmarés internacional
| Representando a la RDA   |                           |                   |                       |
| Campeonato Mundial       |                           |                   |                       |
| Año                      | Lugar                     | Medalla           | Prueba                |
| 1990                     | Innsbruck (Austria)       | Medalla de oro    | Clasificación general |
| Campeonato Europeo       |                           |                   |                       |
| Año                      | Lugar                     | Medalla           | Prueba                |
| 1987                     | Groninga (Países Bajos)   | Medalla de bronce | Clasificación general |
| 1989                     | Berlín Occidental (RFA)   | Medalla de bronce | Clasificación general |
| 1990                     | Heerenveen (Países Bajos) | Medalla de plata  | Clasificación general |
| Representando a Alemania |                           |                   |                       |
| Juegos Olímpicos         |                           |                   |                       |
| Año                      | Lugar                     | Medalla           | Prueba                |
| 1992                     | Albertville (Francia)     | Medalla de oro    | 1500 m                |